# Didymella magnei
Didymella magnei är en svampart som beskrevs av Feldmann 1958. Didymella magnei ingår i släktet Didymella, ordningen Pleosporales, klassen Dothideomycetes, divisionen sporsäcksvampar och riket svampar.   Inga underarter finns listade i Catalogue of Life.